# Stephanopis stelloides
Stephanopis stelloides är en spindelart som först beskrevs av Charles Athanase Walckenaer 1837.  Stephanopis stelloides ingår i släktet Stephanopis och familjen krabbspindlar. Inga underarter finns listade i Catalogue of Life.